# Carl Frode Tiller
Carl Frode Tiller (født 4. januar 1970 i Namsos, Norge) er en norsk forfatter, bedst kendt for roman-trilogien Indkredsning I+II+III, hvor første bind (på nynorsk: Innsirkling) blev nomineret til Nordisk Råds Litteraturpris 2007, og udgivet på dansk i 2010. Andet bind kom på dansk i 2021 og tredje bind i 2022.   
Indkredsning bliver set som et hovedværk i den norske litteratur efter årtusindskiftet – med en roman, hvori forfatteren benytter sine avancerede fortællestrukturer på helt nyt stof. 
Carl Frode Tillers romaner er solgt til 19 lande, senest Spanien og USA.